# Pere Llobet

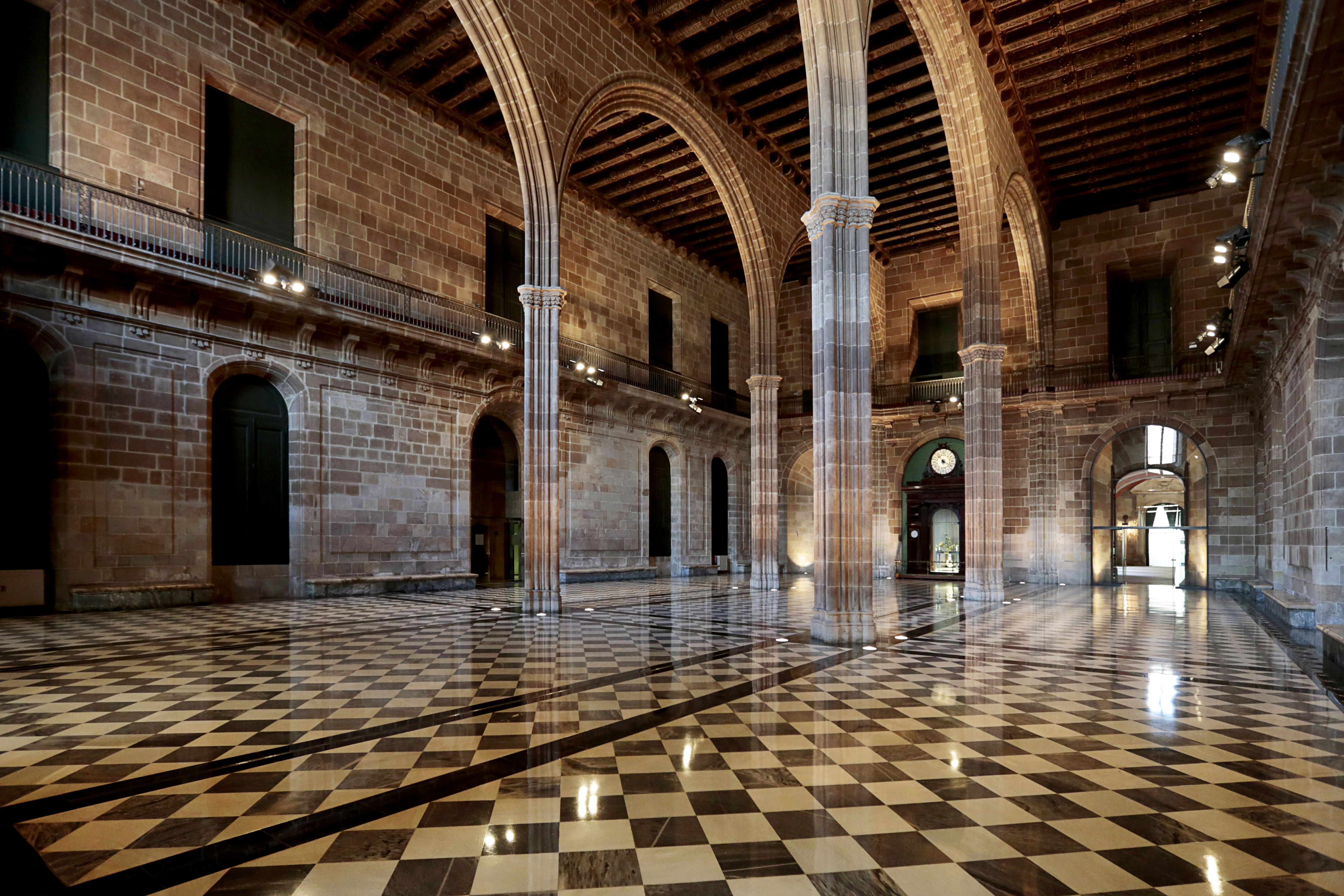
Llotja de Mar de Barcelona.

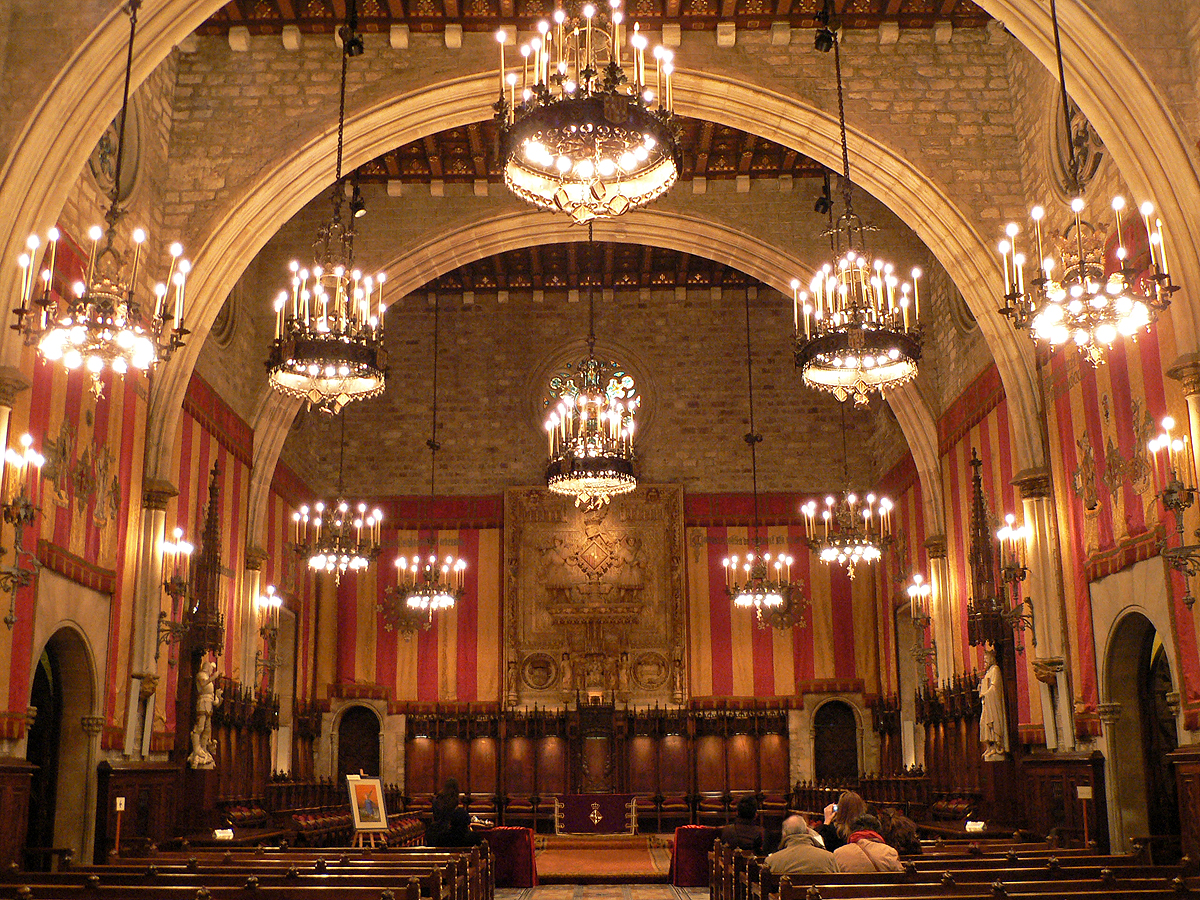
Saló de Cent de la Casa de la Ciutat de Barcelona.

Pere Llobet (Barcelona,? - Segle XIV) mestre d'obres català.
Va participar en la construcció de diversos edificis civils a l'edat mitjana, tots documentats a la ciutat de Barcelona.
Es va començar sota la seva direcció la construcció de la Llotja de Mar de Barcelona entre els anys 1352 i 1357, nomenat mestre d'obres de la ciutat l'any 1357 va rebre l'encàrrec per part del Consell de Cent per a l'edificació de la Casa de la Ciutat, realitzant les estances del Trentenari i del Saló de Cent entre els anys 1369 i 1373.
Referint-se a aquests edificis, Ieronimus Monetarius, al seu llibre titulat Itinerium sive peregrinatio per Hispaniam, Franciam et Alemaniam, resultat del viatge realitzat l'any 1494, destaca de la construcció de la Llotja qualificant-lo de superba i assemblant-lo a una església o a un gran palau, així com la casa del Consell de la qual diu que és formosa.
Va projectar el portal de Santa Eulàlia (ara nomenat de la Boquería).